# 圣基特里娅
圣基特里娅（葡萄牙語：Santa Quitéria）是巴西塞阿拉州的一个市镇。总面积4260.681平方公里，总人口42222人，人口密度9.9人/平方公里。